# Eldin & Lagier
Eldin & Lagier war ein französischer Hersteller von Automobilen.

## Unternehmensgeschichte
Die Herren Alphonse Eldin und Lagier gründeten 1898 das Unternehmen in Lyon zum Vertrieb von Fahrzeugen von De Dion-Bouton. 1899 begann die Produktion von Automobilen. Barisien war der Konstrukteur. 1901 endete die Produktion nach nur wenigen hergestellten Exemplaren. Alphonse Eldin wechselte 1906 als Verkaufsdirektor zu Rochet-Schneider.

## Fahrzeuge
Das erste Modell war mit zwei Einbaumotoren von De Dion-Bouton mit jeweils 1,75 PS Leistung ausgestattet, die vorne im Fahrzeug montiert waren. 1901 folgte das Modell 20 CV mit Vierzylindermotor. Ein Fahrzeug dieses Typs wurde an den belgischen König Leopold II. geliefert.